# Ratolí Mickey
El Ratolí Mickey (també conegut com a Mickey Mouse) és un personatge fictici de la sèrie del mateix nom, un ratolí antropomòrfic, emblema de l'empresa Disney. Habitualment vesteix pantalons curts vermells, sabates grogues i guants blancs.
Mickey Mouse va ser creat com a reemplaçament d'Oswald the Lucky Rabbit (Oswald el conill afortunat), un personatge de dibuixos animats anterior creat per l'estudi de Disney per a Charles Mintz, un productor de cinema que distribuïa productes a través de Universal Studios. Anteriorment, Oswald, abans d'anar els Estudis Universal, tenia un gran potencial per les noies com Miss Rabbit, Miss Cottontail, Fanny així que els creadors van voler substituir aquestes noies per Minnie Mouse, la que seria la seva eterna companya.
La primera pel·lícula que va protagonitzar es va titular Plane Crazy, que cap productor no va voler distribuir. Finalment va ser dut a la pantalla per primera vegada el 18 de novembre de 1928, amb Steamboat Willie, una dels primers curtmetratges sonors del cinema i el segon d'animació, que era la tercera aparició del ratolí. Atès que va ser un gran èxit Walt Disney no va deixar de realitzar altres pel·lícules, amb Mickey com a protagonista, fins que el 1940 va realitzar Fantasia amb la qual va arribar la fama mundial. Aquest film va resultar ser una gran innovació per a l'època a causa de les tècniques d'animació que es van emprar.
Mickey no va romandre gaire temps només a les pantalles. Va aparèixer a les tires còmiques des del 13 de gener de 1930, distribuïdes per King Features Syndicate, guionitzada per Walt Disney i dibuixada per Ub Iwerks. Està present a la majoria de sectors empresarials de la companyia, ja sigui l'animació, la televisió, parcs d'atraccions, videojocs o productes de consum. Mickey s'utilitza com a vector de comunicació i les seves qualitats han de respectar la moral predicada per "Disney", ja sigui per Walt o per la mateixa empresa. Mickey Mouse és conegut i reconegut arreu del món. La seva famosa silueta de tres cercles esdevenint inseparable de la marca Disney.
Mickey té una mascota anomenada Pluto i és amic de l'eixerit, fidel, i una mica inhàbil Goofy.
La primera vegada que va parlar en català va ser a TV3 el 25 de desembre de 1986 a la pel·lícula Festival Walt Disney (Jiminy Cricket’s Christmas), també coneguda com a Un món de fantasia: de nosaltres per a tots vosaltres, produïda al 1958, sent la primera pel·lícula de The Walt Disney Company doblada al català. La segona pel·lícula en què Mickey Mouse va parlar en català va ser Qui ha enredat en Roger Rabbit?, emesa al 2002.

## Creació
Mickey Mouse va ser creat com a reemplaçament d'Oswald the Lucky Rabbit, creat per l'estudi de Disney per a Charles Mintz, productor de cinema que distribuïa productes a través d'Universal Studios. A la primavera de 1928, amb la sèrie funacionant amb vigor, Disney va demanar a Mintz un augment del pressupost, però en canvi, Mintz va exigir a Disney una reducció del pressupost del 20 per cent i, com a mesura de força, va recordar a Disney que Universal era propietària del personatge, i va revelar que ja havia signat la majoria dels empleats actuals de Disney amb el seu nou contracte. Enutjat, Disney va rebutjar el tracte i va produir els dibuixos finals d'Oswald que contractualment li devien a Mintz. Disney va quedar consternat per la seva traïció del seu personal, però va decidir tornar a partir de zero. El nou estudi Disney inicialment consistia en l'animador Ub Iwerks i un artista aprenent lleial, Les Clark, que juntament amb Wilfred Jackson van ser els pocs que es van mantenir fidels a Walt Disney. Una lliçó que Disney va aprendre de l'experiència va ser que després es va assegurar de posseir sempre tots els drets sobre els personatges produïts per la seva empresa.
Encara a la primavera de 1928, Disney va demanar a Ub Iwerks que comencés a elaborar noves idees de personatges. Iwerks va provar esbossos de diversos animals, com gossos i gats, però cap d'aquests va cridar l'atenció de Disney. També es va rebutjar una vaca i un cavall mascle, que posteriorment apareixerien com la vaca Clarabelle Cow i el cavall Horace Horsecollar. Una granota masculina també va ser rebutjada. Posteriorment apareixerà a la sèrie "pròpia" d'Iwerks Flip the Frog. Walt Disney va inspirar-se per Mickey Mouse a partir d'un ratolí domesticat del seu escriptori del Laugh-O-Gram Studio de Kansas City, Missouri. El 1925, Hugh Harman va dibuixar alguns esbossos de ratolins al voltant d'una fotografia de Walt Disney, que van inspirar Ub Iwerks per crear un nou personatge de ratolí per a Disney, a qui batejarien com Mickey Mouse.
Els biògrafs de Disney no estan d'acord en el període precís de la creació de Mickey i hi circulen diverses dates diferents. Thierry Steff a Bon Anniversaire, Mickey ! es va veure obligat a reconstruir les possibles agendes de l'any 1928 segons els comentaris fets per molts dels protagonistes de l'època, però sense poder definir una història exacta. Les dates oscil·len entre finals de gener i el 21 de maig de 1928, quan Walt Disney crea una marca per a Mickey Mouse.
La llegenda oficial explica que va ser creat durant un viatge amb tren. Inicialment Walt Disney va batejar la seva creació com Mortimer, i va ser la seva esposa qui li va suggerir el nom de Mickey. Quan van tornar, Walt Disney va començar a treballar amb el seu cap d'animació, Ub Iwerks, en aquest nou personatge, constrit al voltant de dos grans cercles per al cap i el cos, dos més petits per a les orelles i tubs per a braços i cames, amb dues grans sabates i cua llarga i prima. Segons Bob Thomas, la llegenda del nom és fictícia, i cita el cas d'un personatge anomenat Mortimer Mouse, creat el 1936 i oncle de Minnie. La versió més versemblant és que el personatge va ser creat pel dibuixant Ub Iwerks, a petició de Disney, per compensar la pèrdua dels drets d'Oswald the Lucky Rabbit, a mans de Universal. A Walt Disney cal atribuir-li tant la personalitat i el caràcter del ratolí com la veu del personatge, que li va prestar fins al 1947.
L'actor Mickey Rooney va afirmar que, durant els seus dies de Mickey McGuire, en que també va donar aveu a Oswald the Lucky Rabbit va conèixer al dibuixant Walt Disney a l'estudi de Warner Brothers, i que Disney es va inspirar en ell per anomenar el personatge Mickey Mouse. Aquesta afirmació, però, ha estat eliminada per l'historiador de Disney Jim Korkis, ja que en el moment del desenvolupament de Mickey Mouse, Disney Studios s'havia situat durant diversos anys a l'avinguda Hyperion i Walt Disney mai va conservar una oficina ni cap altre espai de treball a Warner Brothers, sense tenir relació professional amb ells, ja que les historietes d'Alice Comedies i Oswald van ser distribuïdes per Universal.

## Primeres aparicions cinematogràfiques

Fragment de Steamboat Willie (1928), els primers dibuixos animats de Mickey Mouse amb so sincronitzat

S'ha establert sovint la data del 18 de novembre de 1928 com la del naixement de Mickey i Minnie. Aquesta és la data del llançament, al Colony Theatre de Nova York, de Steamboat Willie, pel·lícula sovint considerada erròniament com el primer dibuix animat sonor que és Dinner Time, de la sèrie Aesop's Fables, llançat el mes anterior, el 14 d'octubre. Altres dibuixos animats anteriors ja tenien banda sonora, però el so no estava sincronitzat.
Però Mickey va veure realment la llum a Plane Crazy, realitzat a principis de l'any, però mut i projectat el 15 de maig de 1928. Està inspirat en Charles Lindbergh però no conquereix el públic. Al curt hi debuta també Minnie, i Mickey hi apareix durant tota l'animació sense sabates. També hi apareix una vaca que podria ser la primera aparició de Clarabelle, tot i que en aquesta història no és un animal antropomòrfic. A Plane Crazy, Mickey és retratat com un autèntic murri que intenta aprofitar-se de Minnie.
Malgrat el fracàs, Walt llança una altra pel·lícula, The Gallopin' Gaucho, també amb Minnie i on hi reapareix Pete Pota de Pal, originalment un os aparegut a la sèrie de Steamboat Willie, convertit en gat per fer d'antagonista de Mickey, que ja porta sabates. Mickie i Minnie semblen no conèixer-se, encara que ambdós havien aparegut junts ja a Plane Crazy. El curt surt a finals d'estiu i no és millor rebuda. Aquests problemes es sumen al fet que Walt Disney té problemes per trobar un distribuïdor. Aquest problema es deu en part a la semblança força important amb les seves anteriors produccions. Per tal de no tenir més problemes amb els distribuïdors, Walt crea una marca registrada per a Mickey Mouse amb el logotip visible a les pel·lícules a partir del 21 de maig de 1928, que serà acceptat el 18 de setembre de 1928.
Disney no defalleix i continua amb una tercera pel·lícula, Steamboat Willie, que es presenta per primera vegada muda el 29 de juliol amb els mateixos personatges. Disney busca llavors una manera millor d'atraure el públic. Observa que li falta alguna cosa a les seves produccions per diferenciar-les de les seves competidores i del seus treballs precedents. El resultat de les seves observacions es cristal·litza mitjançant la modificació del tercer episodi Steamboat Willie al que li afegeix el so. Walt refà la pel·lícula amb una banda sonora sincronitzada, Steamboat Willie reapareix amb so sincronitzat el 18 de novembre. Els historiadors de l'animació han debatut durant molt de temps sobre qui havia actuat com a compositor per a la música original de la pel·lícula. Aquest rol ha estat atribuït a Wilfred Jackson, Carl Stalling i Bert Lewis, però la identificació continua sent incerta.
Els dos primers episodis es tornen a modificar amb una banda sonora i surten més endavant: Mickey gaucho es llança el 30 de desembre de 1928 i Plane Crazy el 17 de març de 1929.
La quarta pel·lícula de Mickey, The Barn Dance, es va estrenar el 14 de març de 1929. És la primera d'una sèrie de dotze curtmetratges estrenats el mateix any. Amb aquesta pel·lícula, Disney està en condicions d'oferir ni més ni menys que quatre pel·lícules a la primavera de 1929, mentre que molts estudis encara són reticents a fer pel·lícules amb sincronització sonora. Mickey no parlaria fins The Karnival Kid (23 de maig de 1929), el novè curt de la sèrie, on el ratolí pronuncia les seves primeres paraules entenedores: «Hot dogs, Hot dogs!».
Al següent curt, el cinquè, The Opry House, estrenat el 28 de març de 1929 Mickey estrena els guants blancs. Hi apareix fent de pianista, pel que era necessari que es distingissin les mans. El personatge portarà guants a la majoria d'aparicions posteriors.
A When the Cat's Away, llançat el 18 d'abril de 1929, Mickey apareix en un remake d'un episodi de Alice Comedies, Alice Rattled by Rats (1925). Un gat anomenat Kat Nipp viu a una casa on passa molt del temps bevent alcohol. La seva presència impedeix que els ratolins de la casa visquin. Kat Nipp és absent per anar a caçar fora. Un exèrcit de ratolins aprofita aquesta absència per envair la casa a la recerca de menjar. Entre els ratolins, Mickey i Minnie intenten convertir l'agrupació en una festa. El gat Kat Nipp ja havia aparegut abans a The Opry House.
Aquest curtmetratge descriu de manera inusual Mickey i Minnie com a simples ratolins. A més, els dos personatges tenen una mida pròxima a la dels ratolins reals. Els episodis anteriors i posteriors els donen una mida més propera als humans, només una mica més petita. Aquesta pel·lícula també es va realitzar durant la prohibició i l'alcohol presentat seria de contraban.
El setè curtmetratge va ser The Barnyard Battle, estrenat el 25 d'abril de 1929, Mickey hi apareix com a soldat, disposat en primera línia per a la guerra prenent part en combats.

## Primers còmics
Mickey va aparèixer al còmic per primera vegada després d'haver aparegut en 15 curtmetratges animats amb èxit comercial i va ser fàcilment reconegut pel públic. A Walt Disney se li va acostar King Features Syndicate amb l'oferta de llicenciar Mickey i els seus personatges de suport per al seu ús en una historieta. Disney va acceptar i la tira còmica de Mickey Mouse va fer la seva primera aparició el 13 de gener de 1930. La trama còmica va ser acreditada per ell mateix Disney, l'art a Ub Iwerks i la tinta a Win Smith. La primera setmana més o menys de la tira va incloure una adaptació fluida de Plane Crazy. Minnie aviat es va convertir en la primera incorporació al repartiment. Les tires llançades per primera vegada entre el 13 de gener de 1930 i el 31 de març de 1930 han estat reeditades ocasionalment a còmic sota el títol "Lost on a Desert Island". L'historiador de l'animació Jim Korkis assenyala "Després de la divuitena tira, Iwerks va marxar i el seu entintador, Win Smith, va continuar dibuixant en format d'acudit diari fins que va ser substituït el 5 de maig de 1930 per Floyd Gottfredson que acabaria dibuixant les tires per a diverses dècades i va ser responsable d'una sèrie d'històries de continuïtat que poques vegades s'han superat."
Segons Gottfredson, tenia ganes de treballar en animació i era una mica reticent en acceptar la seva nova tasca. Disney li havia d'assegurar que l'encàrrec només seria temporal i que finalment tornaria a l'animació. Gottfredson va acceptar i va acabar ocupant aquesta tasca "temporal" des del 5 de maig de 1930 fins al 15 de novembre de 1975.
El darrer guió de Walt Disney per a la tira va aparèixer el 17 de maig de 1930. La primera tasca de Gottfredson va ser acabar la història que Disney havia començat l'1 d'abril de 1930. La història va acabar el 20 de setembre de 1930, i posteriorment reimprès en còmic com a Mickey Mouse in Death Valley. Aquesta primerenca aventura va ampliar el repartiment de la tira que fins aquest moment només incloïa Mickey i Minnie. Entre els personatges que van tenir les seves primeres aparicions en còmic en aquesta història hi havia Clarabelle Cow, Horace Horsecollar i Pete, així com els debuts del corrupte advocat Sylvester Shyster i l'oncle de Minnie, Mortimer Mouse. La següent història va ser Mr. Slicker and the Egg Robbers , impresa per primera vegada entre el 22 de setembre i el 26 de desembre de 1930, que va presentar a Marcus Mouse i la seva dona com a pares de Minnie.
Aquestes dues històries van iniciar el que passaria a ser una divisió entre el còmic i l'animació. Mentre que els curts van continuar la seva línia tradicional de comèdia, les tires còmiques combinaven comèdia i aventures fins ben entrats els anys cincuanta.
Aquestes històries van començar a publicar-se a Europa a les revistes "Topolino" (Itàlia, 1932), "Le Journal de Mickey" (França, 1934) i "Mickey" (Espanya, 1934), el mateix títol per publicacions simultànies de l'Editorial Saturnino Calleja i Editorial Molino

## Després d'Iwers

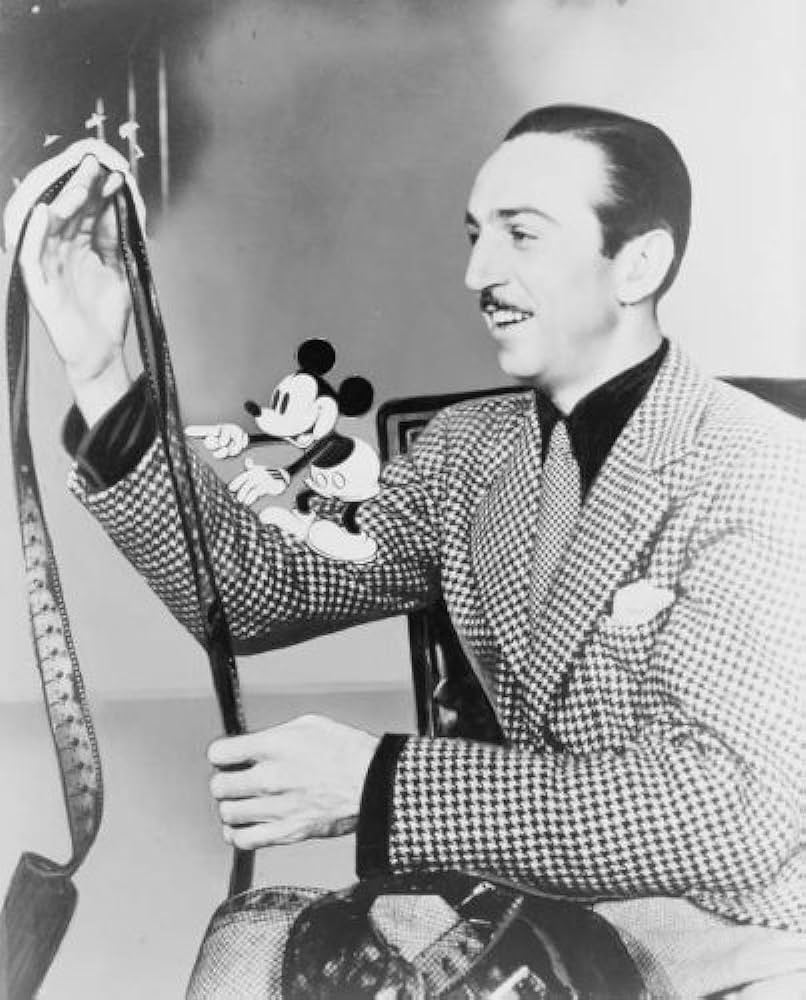
Walt Disney amb Mickey al seu braç l'any 1935.

The Cactus Kid (11 d'abril de 1930) va ser l'últim curt animat per Ub Iwerks a Disney. Poc abans del seu llançament, Iwerks va marxar per començar el seu propi estudi, controlat per l'aleshores distribuïdor de Disney Pat Powers. La sortida es considera un punt d'inflexió en la carrera de Mickey, així com la de Walt Disney. La publicitat dels primers dibuixos animats de Mickey Mouse els acreditava com "Un còmic de Walt Disney, dibuixat per Ub Iwerks". Posteriorment, les reedicions de The Walt Disney Company dels primers dibuixos animats solen acreditar només a Walt Disney.
Pels curts, el substitut va ser David Hand que va treballar a Mickey Mouse fins a finals de l'any 1932.
El següent curtmetratge va ser The Fire Fighters, que posa a Mickey a apagar focs.
A principis de l'any 1930, a The Chain Gang, Mickey coneix un personatge caní no antropomorf i anònim. Un gos similar apareix a The Picnic amb el nom de Rover, però és el gos de Minnie. Uns mesos després, el 1931, el gos és rebatejat com Pluto a The Moose Hunt. Mickey surt amb ell a caçar. Conservarà des de llavors el nom i el seu amo. Minnie el substituirà per un gat anomenat Figaro però només a partir dels anys quaranta.
Sorprenentment, tant el millor amic de Mickey, Goofy que va aparèixer l'any següent, com la seva mascota són representants de la raça canina, una antropomorfa i l'altra no.
El 1931, Mickey va començar a assumir alguns papers que ja tenia. A The Cactus Kid, considerat un remake a Mèxic de Mickey gaucho, Mickey torna a perseguir a Pete que ha segrestat a Minnie. Aquest paper recurrent de cavaller de rescat de la "damisela en problemes" Minnie és représ a The Klondike Kid (1932), a Mickey in Arabia (1932) i fins i tot parodiat pels animadors de Disney a la falsa pel·lícula "Galloping Romance", inclosa a Mickey's Gala Premier (1933). De la mateixa manera, Mickey tornarà a salvar Minnie d'un goril·la a The Pet Store (1933) després de fer-ho a The Gorilla Mystery (1930).
Des de 1930, la sèrie Mickey Mouse ja no és realment el lloc per a proves d'animació, com passa amb la música. Més aviat, és el paper de les Silly Symphonies, una sèrie llançada el 1929. Mickey Mouse s'ha convertit en un lloc de cultiu per a joves animadors. L'única innovació data del 1932 amb un color de dibuixos animats però que no serà constant fins al 1935.
David McKay Publications publica un primer llibre de tapa dura The Adventures of Mickey Mouse. Aquest llibre explica diverses històries sobre animals de granja que evolucionen al voltant de Mickey. Aquesta publicació es convertirà en una sèrie.

## Evolució i internacionalització de Mickey

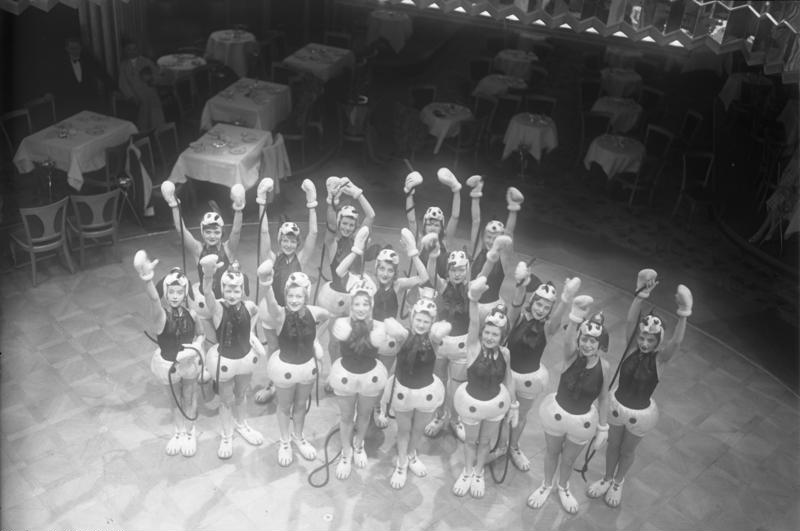
Espectacle Micki-Maus-Revue-Girls a Berlín el gener de 1931.

Des de feia temps, distribuïdors de pel·lícules com Pathé, presents a banda i banda de l'Oceà Atlàntic, emetien curtmetratges de Mickey a tot el món. El públic és conquistat ràpidament per aquest personatge alegre i emotiu. Moltes adaptacions del personatge inunden el món amb pel·lícules, publicacions o espectacles com el "Micki-Maus-Revue-Girls" estrenat a Berlín el gener de 1931.
El 10 de gener de 1932, Earl Duvall és autoritzat a publicar una planxa dominical de Mickey Mouse. Gottfredson pren la responsabilitat des de la setmana següent. Aquestes narracions breus permeten tenir un contrapunt proper a l'esquetx a les històries llargues de la setmana.
Entre l'equip de dibuixants, destaca la presència de Al Taliaferro a la tinta a partir del 26 de febrer de 1931. Va continuar aquest treball diari fins al novembre de 1932, quan va treballar als còmics setmanals a temps complet. Des de desembre d'aquest mateix any, 1932, Disney autoritza un diari italià a reproduir i traduir històries a Itàlia en revistes, anomenades simplement Topolino (el nom italià de Mickey) publicat per Arnoldo Mondadori Editore.
Tanmateix, es pot notar una diferència de tractament entre els curtmetratges i les historietes. Les pel·lícules estan més orientades a la comèdia, mentre que els còmics i després els llibres també inclouen molta aventura. Mickey és sovint sobre el paper un explorador, un aventurer desaparegut a la recerca del tresor o la "glòria" (més aviat de superar-se). Aquesta divergència s'accentuarà encara més a finals dels anys trenta.

## Dibuixos animats en color

La silueta del cap d'en Mickey ha esdevingut una icona i un logotip de Disney

El 1935 Walt Disney va estrenar el curtmetratge The Band Concert (El concert de la banda), que va ser el primer curt de Mickey en Technicolor. Prèviament ja havia aparegut en color a Parade of the Award Nominees, un clip de dos minuts que es va fer especialment per a la cerimònia dels Premis de l'Acadèmia de 1932.
Mickey's Service Station, produïda en blanc i negre i posteriorment colorejada, dirigida per Ben Sharpsteen el 16 de març de 1935 marca la primera aventura del trio Mickey/Donald/Goofy. Els curts del trio parteixen d'un mateix patró, conegut com a "estructura rígida" per John Grant: davant d'una sèrie de problemes, intenten trobar una solució actuant tots tres per separat, segons el seu caràcter, i la conclusió els reuneix, sovint a costa seva. Goofy també té la particularitat de trobar objectes normalment inanimats que cobren vida i convertir-se en els seus enemics fins que acaba per preguntar-se sobre la situació.
Durant la sèrie, el paper de Mickey disminueix gradualment en benefici dels seus camarades per una raó senzilla: entre Donald el frustrat i Goofy el somiador, Mickey apareix ràpidament com qui ha de mantenir els peus a terra i per això resulta difícil realitzar gags per ell. Quan, el 1937, Donald, després del seu èxit, va obtenir la seva pròpia sèrie, Disney ja no va permetre a Gottfredson utilitzar-lo en les històries de Mickey Mouse en còmics. Privat d'un personatge important, Goofy continuarà com l'únic ajudant de Mickey, els dos mons (els dels ratolins Mickeyville i els ànecs Donaldville) es creuaran cada cop més rarament.
Cap al 1938, el més maníac Donald Duck superaria un Mickey més passiu, donant com a resultat un redisseny del ratolí entre 1938 i 1940 que va situar Mickey al punt àlgid de la seva popularitat. La segona meitat de la dècada de 1930 va veure que el personatge Goofy es va reintroduir com un personatge regular de la sèrie. Junts, Mickey, Donald i Goofy protagonitzarien diverses aventures junts. Algunes de les pel·lícules del trio còmic són algunes de les pel·lícules més aclamades de Mickey, incloent Fire's Fire Brigade (1935), Moose Hunters (1937), Clock Cleaners (1937), Lonesome Ghosts (1937), Boat Builders (1938) i Mickey's Trailer (1938). També durant aquesta època, Mickey protagonitzaria Brave Little Tailor (1938), una adaptació del conte El sastre valent, que va ser nominada a un Oscar.
Mickey va ser redissenyat per l'animador Fred Moore, que es va veure per primera vegada amb el seu nou aspecte a The Pointer (1939). En lloc de tenir uns ulls negres sòlids, a Mickey se li va donar uns ulls blancs amb pupil·les, un rostre caucàsic de color de pell i un cos en forma de pera. Als anys 40, va canviar una vegada més a The Little Whirlwind, on va utilitzar el seu pantaló de marca per última vegada en dècades, va perdre la cua, va obtenir orelles més realistes que van canviar amb perspectiva i una diferent anatomia. Però aquest canvi només durarà un curt període abans de tornar a la versió vista a "The Pointer", a excepció dels pantalons. En els seus dibuixos finals teatrals de la dècada de 1950, se li van donar celles, que van ser retirades en dibuixos més recents.

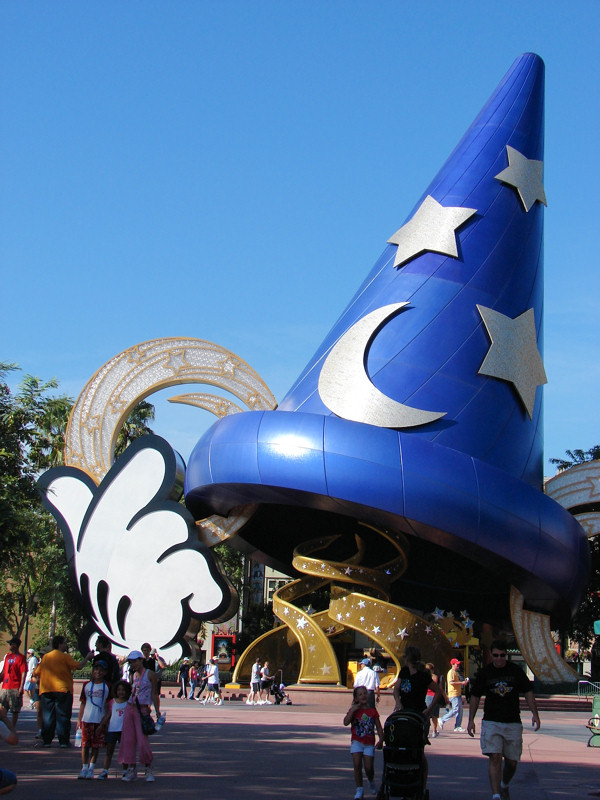
el famós barret de Mickey vestit de bruixot a Disney's Hollywood Studios a Walt Disney World.

El 1940, Mickey va aparèixer al seu primer llargmetratge, "Fantasia". La seva funció de L'aprenent de bruixot, fixada al poema simfònic del mateix nom per Paul Dukas, és potser el segment més famós de la pel·lícula i un dels papers més icònics de Mickey. El segment no presenta cap diàleg, només la música. L'aprenent (Mickey), que no està disposat a fer les seves tasques, es posa el barret màgic de bruixot després que aquest se'n vagi a dormir i llanci un encanteri a una escombra, cosa que fa que l'escombra cobri vida i realitzi la tasca més esgotadora utilitzant un pou profund amb dues galledes d'aigua. Quan el pou s'acaba, Mickey es troba sense poder controlar l'escombra. Després que el segment finalitzi, Mickey es veu en la silueta donant la mà amb Leopold Stokowski, que dirigeix tota la música escoltada a "Fantasia". Mickey ha estat sovint representat en la túnica vermella i el barret de bruixot blau en el merchandising. També es va incloure al clímax de Fantasmic!, una atracció als parcs temàtics de Disney.
Després de 1940, la popularitat de Mickey es reduiria fins a la seva reaparició de 1955 com a personalitat televisiva infantil diària. Malgrat això, el personatge va continuar apareixent regularment en curts animats fins a 1943 i de nou de 1946 a 1952.
L'última entrega regular de la sèrie de pel·lícules Mickey Mouse va arribar el 1953 amb The Simple Things en què Mickey i Plutó van a pescar i són assaltats per unes gavines.

## Televisió, còmics i pel·lícules posteriors
Als anys cinquanta, Mickey es va fer més conegut per les seves aparicions a la televisió, particularment amb The Mickey Mouse Club. Molts dels seus curtmetratges de dibuixos animats teatrals es van publicar en sèries de televisió com Ink & Paint Club, diverses formes de les sèries de televisió d'antologia de Walt Disney i en vídeo.
Alemanya, privada de produccions americanes des de 1935, veu tornar a aparèixer a partir de 1951 l'univers de Disney, entre d'altres, el llançament de la revista Micky Maus.
El personatge apareix "en carn i os" tant a les pantalles de televisió a Walt Disney's Disneyland (1954–1958), després al The Mickey Mouse Club (1955) i al parc de Disneyland. El Mickey Mouse Club es basa en el principi d'un espectacle de varietats i d'un club, assumint el creat amb el cinema als anys trenta i adaptant-lo a la televisió. El personatge del parc va evolucionar a partir d'un vestuari senzill, manllevat de Ice Capades, una actuació de ball de gel, semblant vagament a un personatge més rodó i amb proporcions més properes a les de dibuixos animats.
Al món del còmic, a partir de 1955, el King Features Syndicate decideix aturar la producció de tires còmiques. Per tant, les històries de Mickey continuen només en llibres o revistes. Així, l'editor italià Mondadori està obligat a encarregar històries a autors italians.
Només aquesta producció de premsa permet a Gottfredson i a una multitud d'animadors principalment nord-americans, italians, danesos i francesos concebre fins avui més de 20000 articles i difondre el món al voltant de Mickey. Tot i això, cal fer un esment especial a dibuixants italians com Romano Scarpa i Giorgio Cavazzano que, com assenyala David Gerstein, han conservat el món creat per Gottfredson mentre la revitalitzen.
El 1958, Mickey Mouse es va introduir al món àrab a través d'un altre còmic anomenat "Sameer". Es va fer molt popular a Egipte i va obtenir una revista de còmics amb el seu nom. Els còmics de Mickey a Egipte tenen llicència de Disney i van ser publicats des de 1959 per Dar Al-Hilal i van tenir èxit, tot i que Dar Al-Hilal va deixar la publicació el 2003 per problemes amb Disney. Els còmics van ser reeditats per Nahdat Masr el 2004 i els primers números es van esgotar en menys de 8 hores.
Mickey va tornar a l'animació als cinemes el 1983 amb Mickey's Christmas Carol, una adaptació del Conte de Nadal de Charles Dickens en què Mickey interpreta el personatge de Bob Cratchit, el secretari d'Ebenezer Scrooge. Va continuar amb The Prince and the Pauper.
Al llarg de les dècades, Mickey Mouse va competir amb Bugs Bunny, el personatge de Warner Bros. per popularitat animada, però el 1988, els dos rivals van compartir finalment el temps de pantalla a la pel·lícula de Robert Zemeckis Qui ha enredat en Roger Rabbit? de Walt Disney Pictures/Amblin. Disney i Warner van signar un acord que afirmava que cada personatge tenia la mateixa quantitat de temps de pantalla.
Similar a la seva inclusió animada en una pel·lícula d'acció en directe a Roger Rabbit, Mickey va fer una aparició de cameo destacada a l'especial de televisió de 1990 The Muppets at Walt Disney World on va conèixer a Kermit la granota. Els dos apareixen a la història com si haguessin estat vells amics. The Muppets han parlat i s'han referit a Mickey més d'una dotzena de vegades des de la dècada de 1970. Finalment, The Muppets va ser adquirit per la Walt Disney Company el 2004.
El seu curtmetratge teatral més recent va ser el Get a Horse! Del 2013, que va ser precedit per Runaway Brain de 1995, mentre que del 1999 al 2004 va aparèixer directament en vídeo a Mickey's Once Upon a Christmas, Mickey, Donald, Goofy: The Three Musketeers i el "animat per ordinador" Mickey's Twice Upon a Christmas.
Moltes sèries de televisió s'han centrat en Mickey, com els programes ABC Mickey Mouse Works (1999–2000), Disney's House of Mouse (2001-2003), Mickey Mouse Clubhouse (2006-2016) i Mickey and the Roadster Racers (des de 2017). Abans de tots aquests, Mickey també havia estat presentat com a personatge fantasma a l'episodi de Bonkers "You Oughta Be In Toons".
Des del 28 de juny de 2013, Disney Channel ha llançat nous curts de 3 minuts amb Mickey Mouse, amb l'animador Paul Rudish al capdavant, incorporant elements de finals dels anys vint de Mickey amb una visió contemporània.
L'agost de 2018, la televisió ABC va anunciar un especial de dues hores en horari de màxima audiència, Mickey's 90th Spectacular, en honor del 90è aniversari de Mickey. El programa va incloure vídeos curts mai vistos i diverses celebritats que volien compartir els seus records sobre el ratolí Mickey i van interpretar algunes de les cançons de Disney "per impressionar a Mickey". L'espectacle va tenir lloc al Shrine Auditorium de Los Angeles i va ser produït i dirigit per Don Mischer el 4 de novembre de 2018. El 18 de novembre de 2018 es va celebrar a tot el món un esdeveniment pel 90è aniversari.